# Transformationsproblem
Dieser Artikel wurde aufgrund inhaltlicher und/oder formaler Mängel auf der Qualitätssicherungsseite des Portals Wirtschaft eingetragen. 
Du kannst helfen, indem du die dort genannten Mängel beseitigst oder dich an der Diskussion beteiligst.
Das Transformationsproblem innerhalb der Arbeitswerttheorie (hier abgekürzt: AWT) von Karl Marx bezeichnet die Frage, ob ein konsistentes formales Verfahren angegeben werden kann, das erlaubt, die von der gesellschaftlich notwendigen Arbeitszeit bestimmten Werte von Waren in Produktionspreise umzurechnen.

## Die Problemstellung
Nach dem Wertgesetz werden Waren im Durchschnitt gemäß ihrem Wert, d. h. der zu ihrer Produktion gesellschaftlich notwendigen Arbeitszeit ausgetauscht (Das Kapital, Band I):
W = c + v + m
- W = Wert der produzierten Waren
- c = konstantes Kapital (Abnutzung der eingesetzten Produktionsmittel)
- v = variables Kapital (Ersatz des Wertes der hierbei aufgewandten Arbeitskraft)
- m = Mehrwert

In Das Kapital, Band III tritt jedoch die Annahme hinzu, dass die von den Kapitalisten erzielte Profitrate m / (c + v) dazu tendiert, sich durch die Konkurrenz der Kapitalien über alle Branchen zu einem Durchschnittsniveau hin auszugleichen.
W = c + v + m = k + m = k + p
- k = Kostpreis
- p = Profit

Die unter den Bedingungen dieser Umverteilung des Mehrwerts errechneten Produktionspreise weichen von den so zuvor errechneten Warenwerten systematisch ab.
Marx unterstellt hierbei:
- Die Summe der Werte sei gleich der Summe der Preise.
- Die Summe der Mehrwerte sei gleich der Summe der Profite.
- Die Wertprofitrate sei gleich der Preisprofitrate.

Wenn man nun mehrere Produktionszweige mit unterschiedlichen Profitraten annimmt, so muss man auch die Interdependenz der Produktionszweige untereinander in Rechnung stellen. Die Schwierigkeit liegt dann darin, eine simultane Transformation zu bewerkstelligen, die den Gesamtprofit gleich dem Gesamtmehrwert und gleichzeitig die Gesamtpreise der Produktion gleich den Gesamtwerten macht, mit der Durchschnittsprofitrate als invarianter Klammer zwischen beiden Bewertungssystemen.
Wenn Werte in Preise transformiert werden, muss das Verhältnis von Preis zu Wert ebenso in dem Falle gleich sein, in welchem eine gegebene Ware als Input betrachtet wird, wie in dem Falle, in dem sie als Output betrachtet wird (eine Ausnahme von dieser Annahme stellt die später erörterte Temporal Single System Interpretation der AWT dar, die Inputs und Outputs explizit unterschiedlich bewertet). Nach der Transformation muss sich die Profitrate bei jedem der fraglichen Kapitalien als gleich herausstellen (eine Ausnahme von dieser Annahme stellt wiederum der später erörterte, stochastisch orientierte Ansatz von Farjoun/Machover dar).
Die Proportionen von Preis zu Wert und die Profitrate werden als die wesentlichen Unbekannten angesehen. Das Transformationsproblem lässt sich damit mathematisch darauf zurückführen:

„Kann für die Beziehungen zwischen den verschiedenen Produktionszweigen sowie die Bedingungen, die als Resultat der Transformation erfüllt sein müssen, ein determiniertes Gleichungssystem angegeben werden?“

(Die Anzahl der unabhängigen Gleichungen muss der Anzahl der Unbekannten entsprechen!)

## Zur Entstehungsgeschichte

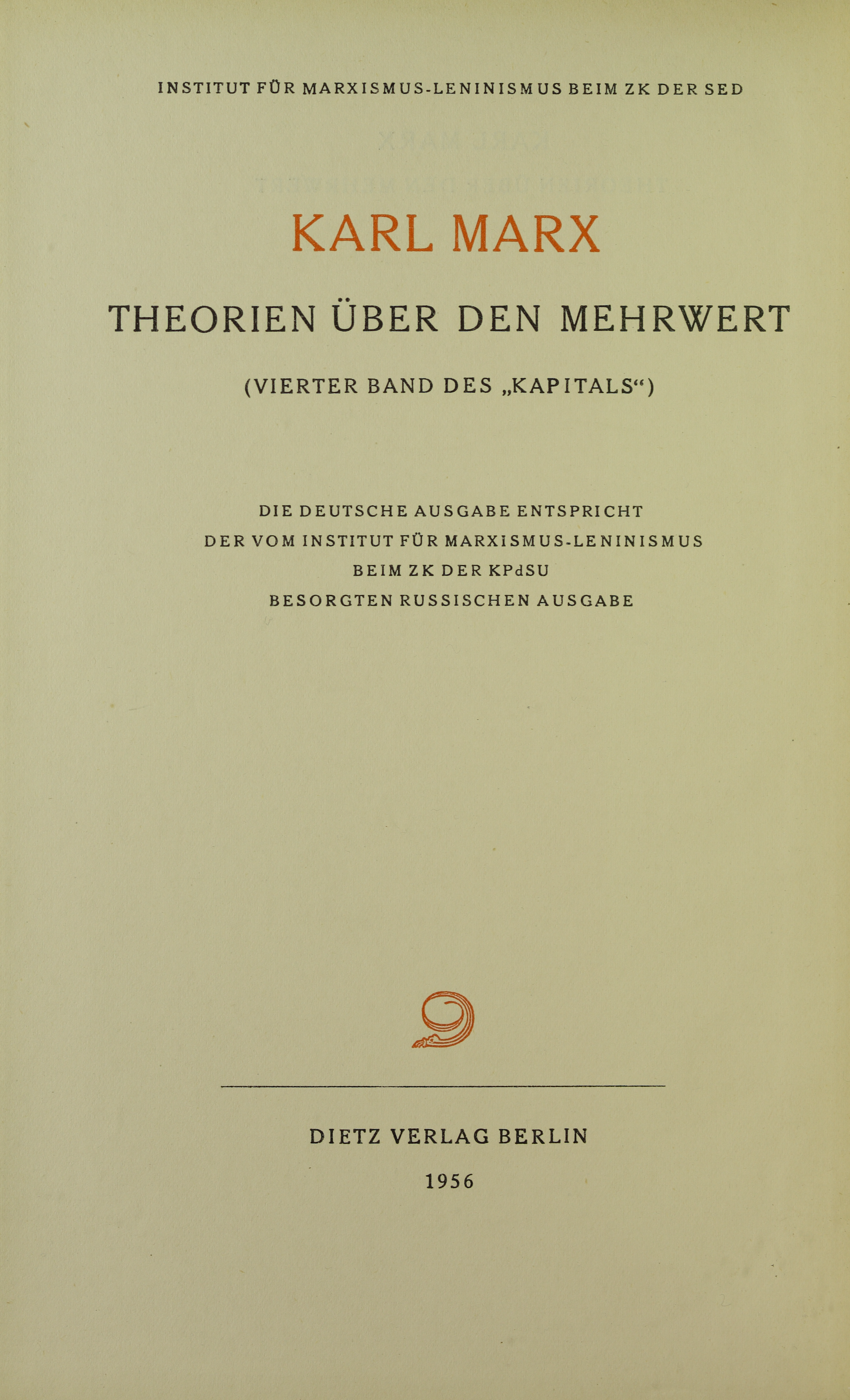
Karl Marx, Theorien über den Mehrwert, 1956

Karl Marx hat die drei Bände von Das Kapital und die Theorien über den Mehrwert in beinahe umgekehrter Reihenfolge geschrieben als sie dann veröffentlicht wurden. Nach seinem Tode wurden die verbleibenden Manuskripte des Kapital von Friedrich Engels herausgegeben, die Theorien über den Mehrwert (oft auch als „vierter Band des Kapital“ bezeichnet) dann von Karl Kautsky. Schon Herausgeber Engels hatte das Problem der Umrechnung von Werten in Preise öffentlich zur Diskussion gestellt (Vorworte Band II, Band III und Nachwort). Es kam dadurch im Laufe der Jahrzehnte zu einer, von Engels als „Preisrätsel-Literatur“ bezeichneten Welle von Lösungsvorschlägen.
Erster Höhepunkt war die Kontroverse zwischen Eugen von Böhm-Bawerk und Rudolf Hilferding, die sich allerdings noch nicht mit dem Transformationsproblem im engeren und mathematisch formalisierten Sinn beschäftigte. Ladislaus von Bortkiewicz begann damit, auf die Problemstellung mathematische Methoden der linearen Algebra anzuwenden. Schließlich hat Paul A. Samuelson sich der formalen Lösung des aufgeworfenen Problems angenommen und behauptete, dass es keinen Algorithmus gebe, der von Arbeitswerten hin zu Produktionspreisen führe:

„Betrachte zwei alternative, widersprüchliche Systeme. Schreibe das eine hin. Zur Transformation nimm einen Radiergummi und radiere es aus. Schreib dann stattdessen das andere hin. Voilà! Damit ist der Transformationsalgorithmus beendet.“

Samuelsons methodische Herangehensweise hat Paul Mattick (1974) aus marxistischer Sicht in seinem Aufsatz Samuelsons Transformation des Marxismus in bürgerliche Wirtschaftstheorie in scharfer Form zurückgewiesen. Die Diskussion im Gefolge Samuelsons zeigt, dass Samuelsons Beitrag nicht das vom Autor erhoffte „letzte Wort“ zum Thema war, sondern die vorläufige Zwischenstufe eines bestimmten Interpretationsschemas in einer bis heute andauernden Debatte.
Obwohl Marx wie Engels der Lösung dieses Problems gerade auch in seiner formalen Darstellungsform einen hohen Stellenwert eingeräumt hat, stellt sich die Frage, warum die AWT gezwungen sein könnte, die Einkommensverteilung (inkl. Erzeugung von Mehrwert) und die relative Preisstruktur in ein und demselben Modell zu erklären. Wie Pierangelo Garegnani nachgewiesen und es sich nicht zuletzt in der Kapitalkontroverse herausgestellt hat, ist die von Paul Samuelson als Alternative dazu favorisierte Gleichgewichtstheorie zusammen mit der Grenzproduktivitätstheorie noch nicht in der Lage, die Frage der Wertbestimmung (hier: des Kapitals) zu beantworten.
Kritikern zufolge hat Marx entweder eine grundsätzliche Inkonsistenz im ökonomischen Modelldenken nachgewiesen oder aber gezeigt, dass die Wertrechnung gegenüber der Rechnung in Produktionspreisen völlig überflüssig sei. Hintergrund ist, dass man sich hierdurch auch der Ausbeutungs- und Mehrwerttheorie für entledigt wähnt. Diese Sichtweise bleibt aber nach wie vor umstritten, weil es eine Reihe konsistenter Lösungen des Transformationsproblems gibt und deshalb die Behauptung einer „Redundanz der Werttheorie“ nur aufrechterhalten werden kann, wenn das Problem in einer sehr spezifischen und engen Art und Weise interpretiert wird.

## Die Ladislaus von Bortkiewicz-Lösung
Die klassische und auch von Paul M. Sweezy favorisierte Lösung des Problems unter Beibehaltung der AWT stammt von Ladislaus von Bortkewitsch und wurde zu Beginn des 20. Jahrhunderts entwickelt. In einem simultanen Gleichungssystem sollten sämtliche Warenwerte (also auch die bei Marx nicht transformierten Anteile des konstanten und des variablen Kapitals) in Produktionspreise überführt werden. Durch dieses System simultaner wechselseitiger Verflechtung musste aber eines der Marxschen „Invarianzpostulate“:
A) Summe der Preise = Summe der Werte
oder
B) Summe des Mehrwerts = Summe der Profite
aufgegeben werden. Bortkiewicz entschied sich für A), um die (vermeintlich wichtigere) Ausbeutungstheorie nicht zu gefährden und die Goldware zum Numéraire zu machen. In seinem Gleichungssystem werden drei Produktionssektoren vorausgesetzt, die Produktionsmittel (Abteilung I), Konsumgüter (Abteilung II) und Luxusgüter (Abteilung III) produzieren. Das Ganze hat dann die folgende Gestalt:
(c1x + v1y) (1+r) = (c1 + c2 + c3) x
(c2x + v2y) (1+r) = (v1 + v2 + v3) y
(c3x + v3y) (1+r) = (m1 + m 2+ m3) z
Hierbei sind x, y und z die Preiskoeffizienten, welche auch als Transformations-Koeffizienten bei der Umrechnung von Werten in Preise verstanden werden können. Die für alle drei Sektoren gleiche Profitrate ist 1+r. In der jeweils linken Spalte werden die Wertbestandteile des konstanten und des variablen Kapitals jedes Sektors nach Multiplikation mit dem jeweils zuständigen Umrechnungsfaktor (x bzw. y) addiert und dann mit der allgemeinen Profitrate multipliziert, so dass dem transformierten variablen und konstanten Kapital der Durchschnittsprofit zugeschlagen wird. Auf der rechten Seite der Gleichung wird z. B. in Abteilung 1 das konstante Kapital aller drei Sektoren (c1 + c2 + c3), welches ja den Output von Abteilung I darstellt, zusammengezählt und mit x als dem Transformations-Koeffizienten multipliziert. Durch das Gleichheitszeichen wird garantiert, dass sämtliche in Preise ausgedrückten Bestandteile an konstantem Kapital aller drei Sektoren mit dem transformierten Gesamtaufwand des ersten Sektors (der diese Bestandteile ja herstellt) identisch sind. Es gilt hier das Saysche Theorem, Konstanz der Technik und eine gleiche Umschlagszeit für alle Kapitalien. Das System ist rein statisch und verbindet Inputs simultan mit Outputs. Zeit und Kausalität gibt es in dieser Modellwelt folglich nicht, Vorprodukte und Endprodukte stehen in einem Verhältnis quantitativer Identität, das durch den Produktionsprozess nicht tangiert wird.
Wie mit Sektor 1 wird ebenso mit Sektor 2 und 3 verfahren. Den drei Gleichungen stehen, wie wir leicht erkennen können, vier Unbekannte gegenüber: Die Umrechnungs-Koeffizienten x, y und z sowie die Profitrate r. Bortkiewicz schließt das System nun durch die Vorgabe von z = 1. Somit wird die Luxusgüter-Abteilung 3 zum Numéraire und die Identität von Werteinheit und Preiseinheit im Luxusgütersektor als gegeben vorausgesetzt. Folglich stimmt durch dieses Verfahren die Mehrwert- mit der Profitsumme überein, denn der addierte Mehrwert aller drei Sektoren wird mit Eins multipliziert und somit nicht verändert. Allerdings wird diese Invarianz in Sektor 3 mit dem Effekt bezahlt, dass Wert- und Preissumme in aller Regel divergieren. Warum ist dies so?
Dies liegt daran, dass, wie in jedem Sektor eben auch in Sektor 3 die organische Zusammensetzung des Kapitals über oder unter dem gesellschaftlichen Durchschnitt liegen und folglich der Preis der Luxusgüter ebenfalls variieren kann. Diese Veränderung begründet sich ja dadurch, dass mit der Wert-Preis-Transformation der Mehrwert in Profit verwandelt wird, dass die Bemessungsgrundlage der Rentabilität also nicht mehr das variable Kapital ist, sondern das konstante plus das variable Kapital.
Sweezy hat dies unter Voraussetzung, dass in Sektor 3 Gold als Luxusgut produziert wird, so ausgedrückt:

„Da ex hypothesi Preis und Wert einer Einheit Gold zahlenmäßig beide gleich eins sind, kann die Tatsache, dass ihr Preis ‚höher’ als ihr Wert ist, nur durch die Tatsache ausgedrückt werden, dass der Durchschnittspreis aller anderen Waren niedriger ist als ihr Durchschnittswert. Noch anders ausgedrückt: Wenn die organische Zusammensetzung des Kapitals in der Goldindustrie relativ hoch ist, wird die Transformation von Wert in Preis die Kaufkraft des Goldes erhöhen.“

Die Abweichung der Wertsumme von der Preissumme ist somit selbst unmittelbar die Folge der Normierung des dritten Sektors, denn Sektor 3 transformiert sich letztlich doch, nämlich relativ zu den anderen Sektoren über seine eigene Kaufkraft im Preissystem.
Akkumuliert wird nicht in diesem System, sondern der gesamte Mehrwert verkonsumiert, es handelt sich also um ein System mit „einfacher Reproduktion“. Offensichtlicher Nachteil der Bortkiewiczschen Lösung ist die quantitative Differenz zwischen Wert- und Preissumme, die außer bei dem sehr speziellen Fall gleicher organischer Zusammensetzung aller drei Sektoren oder bei einem Mehrwert von null in jedem weiteren Fall vorkommt.
Der Lösungsvorschlag Bortkiewicz’ wurde im Prinzip bereits 12 Jahre vor Bortkiewicz und damit noch vor Erscheinen des dritten Bandes des Marxschen „Kapital“, von dem Sozialdemokraten Wolfgang Mühlpfordt antizipiert und veröffentlicht. Mühlpfordts Studie geriet fast ein Jahrhundert lang in Vergessenheit. Bortkiewicz Algorithmus wurde im Verlauf der Debatte verschiedentlich verbessert und durch Francis Seton von einer Lösung mit drei Sektoren zu einer Lösung mit beliebig vielen Sektoren erweitert. Mit Setons Beitrag aus dem Jahre 1956 ging diese Phase der Diskussion zu Ende. Von Sraffa wurde dann ein ähnliches Alternativverfahren entwickelt, welches die AWT gänzlich aufgab, stattdessen die stoffliche Verflechtungsstruktur einer „Warenproduktion mittels Waren“ zur Basis machte und daraus ein Preissystem entwickelte, welches unabhängig von subjektiven Nutzenschätzungen die Warenpreise bestimmt. Sraffa verzichtet auf die AWT, auch wenn er die mathematischen Grundlagen zur endgültigen Lösung des Transformationsproblems aus Sicht der Gleichgewichtsökonomie liefert.
Ob die Lösung durch Bortkiewicz das Transformationsproblem löst ist umstritten. Friedrun Quaas beispielsweise hält dafür, dass es mit dem Verfahren Bortkiewicz „möglich ist, Produktionspreise aus den Arbeitswerten konsistent abzuleiten“.

## Der Beitrag von Carl Christian von Weizsäcker
Carl Christian von Weizsäcker untersuchte das Problem (1962, 1971) unter der Annahme, dass die Wirtschaft mit einer Rate gemäß der sogenannten goldenen Regel der Akkumulation wächst. Er kommt zu dem Ergebnis, dass sich die Produktionspreise als Arbeitswerte darstellen lassen. Allerdings sind die Produktionspreise eines Endproduktes nicht einfach proportional der Summe der Arbeitswerte aller Produkte, die für die Herstellung des Endproduktes nötig sind. Vielmehr werden frühere Arbeitswerte bis zum Zeitpunkt der Fertigstellung des Endproduktes „verzinst“, wobei die Profitrate, die bei Geltung der „goldenen Regel“ gleich der Rate des Wirtschaftswachstums ist, als Zinssatz dient.

## Marxistische Antworten auf den „Sraffa“-Schock
Allerdings ist seit Piero Sraffas Grundlegung des modernen Neoricardianismus im Jahre 1960 klar, dass sich Bortkiewicz’ Algorithmus in letzter Instanz in ein Gleichungssystem verwandeln lässt, in welchem Arbeitswerte nur noch als redundante Nebenprodukte vorkommen. Ihnen kommt zur Berechnung von Gleichgewichtspreisen in formaler Hinsicht kein prioritärer Status zu.
Dieser „Sraffa-Schock“ hat verschiedene Antworten von marxistischer Seite hervorgerufen:
1. Von (ehemaligen) Marxisten wie Ian Steedman wurde die AWT komplett aufgegeben und stattdessen der Fokus auf die auch ohne Rekurs auf Arbeitswerte formulierbare Theorie des physischen Mehrprodukts und der klassenförmigen Verteilung des Surplus gelegt. Hans-Georg Sprotte konnte 1978 den formalen Beweis erbringen, dass selbst bei voller Akzeptanz des Sraffa-Algorithmus die AWT für den Fall gleichgewichtigen Wachstums rehabilitiert werden kann, denn in diesem Fall verteilt sich das Mehrprodukt so proportional auf alle Systemkomponenten, dass seine Zusammensetzung dem gesellschaftlichen Gesamtprodukt en miniature entspricht. Die Normierung des Mehrproduktes zu einer „Standardware“ durch die „goldene Regel der Akkumulation“ löst das Transformationsproblem zwar, bedeutet aber den Verzicht auf jedwede krisentheoretische Anwendung der AWT. Diese wachstumstheoretische Lösung des Transformationsproblems wurde von Michio Morishima 1973 dargestellt.
2. Von Michio Morishima wurde die neoricardianische Kritik angenommen, aber die prinzipielle Ablehnung der AWT zurückgewiesen. Nach Morishima lässt sich nämlich die wertförmige Ausbeutungsthese insofern rechtfertigen, als eine positive Profitrate (und damit Ausbeutung im Marxschen Sinne) immer mit der Existenz eines positiven Mehrwerts korrelieren muss. Der Abweichung des preisförmigen vom wertförmigen Mehrprodukt ist somit eine objektive Schranke vorgegeben und folglich die Rückbindung des Profits an den Mehrwert gewährleistet. Trotz des Transformationsproblems lässt sich der Profit also in letzter Instanz immer auf unbezahlte Mehrarbeit zurückführen. Diesen Sachverhalt bezeichnete Morishima als „Marxsches Fundamentaltheorem“ (MFT). In Gefolge der Thesen Morishimas zum „Marxschen Fundamentaltheorem“ entwickelte sich eine Debatte in der es darum ging, ob nicht unter speziellen Bedingungen („Kuppelproduktion“) positive Mehrwertquanten mit negativen Profiten korrelieren könnten und umgekehrt. Das Transformationsproblem wäre dann gewissermaßen „auf die Spitze getrieben“, denn nun würden positive Wertgrößen nach der Transformation negative Preisgrößen ergeben können (und vice versa), was offensichtlich zu vollkommen unsinnigen Interpretationen dieser Verwandlungsprozedur führen müsste. Ausgelöst wurde diese Debatte 1975 durch eine Kritik Ian Steedmans am MFT mittels eines zahlenmäßig präsentierten Gedankenspiels. Morishima begegnete dieser Kritik mit einer Gegenkritik der Beispiele Ian Steedmans und der Formulierung des „Generellen Marxschen Fundamentaltheorems“ (GMFT), welches auch für den Fall der Kuppelproduktion gültig bleibt. Letztlich hat im Verlauf dieser Debatte jede Partei ihre Interpretation der AWT als bestätigt angesehen. Aus Steedmans Sicht wurde das MFT widerlegt: Morishimas Lösungsversuche – die auf einer Uminterpretation „gesellschaftlich notwendiger Arbeitszeit“ in „gesellschaftlich optimale“ Werte mittels linearer Optimierung beruhen – veränderten seiner Ansicht nach den Gehalt der AWT nachhaltig, so dass der Gegenstandsbereich nicht mehr mit der Marxschen Arbeitswerttheorie vereinbar sei. Aus Morishimas Sicht waren dagegen einerseits Steedmans Beispiele logisch nicht haltbar bzw. unrealistisch und andererseits durch eine einfache Erweiterung des MFT zum GMFT (das Kuppelproduktion berücksichtigt) selbst in der vorliegenden Form integrierbar und somit kein prinzipielles Problem für die AWT. Die Frage, ob sich das GMFT nun noch sehr begrenzt auf die Marxschen Texte berufen kann, ist zweifellos zugunsten Steedmans zu entscheiden – Morishima konnte sich zur Stützung des GMFT lediglich auf eine Passage aus dem „Elend der Philosophie“ von Marx beziehen – also einen Text, der kurz vor dem „Kommunistischen Manifest“ (genauer: von Dezember 1846 bis Juni 1847) geschrieben wurde. Zur Frage allerdings, ob das GMFT in sich konsistent ist, ist diese Debatte zur Marx-Exegese ohne Belang.
3. Von Autoren wie Paul Mattick wurde der Erklärungsgehalt der AWT so modifiziert, dass das Transformationsproblem in seiner quantitativen Gestalt letztlich verschwunden ist. Eine neuere Version dieser Interpretation des Transformationsproblems vertritt Michael Heinrich, der einerseits die simultane Formalisierung der Werttheorie (dass sich also letztlich Preisstrukturen auf Preisstrukturen beziehen) akzeptiert, andererseits aber die Wertformanalyse als den zentralen Kerngehalt der AWT betrachtet. Folglich können Sraffa-Preise ex post per Wertformanalyse auf abstrakte Arbeit zurückgeführt und das Transformationsproblem so umgekehrt bzw. aufgelöst werden. Mittels der neoricardianischen Modelle ist eine solche mathematische Rückführung aller Preisbestandteile einschl. der Mehrproduktes auf Arbeitswerte ja ausdrücklich möglich, die Arbeitswerte sind lediglich zur Ermittlung der Gleichgewichtspreise in formaler Hinsicht überflüssig. Ein quantitatives Problem der Wert-Preis-Rechnung existiert in Heinrichs „monetärer Werttheorie“ folglich nicht mehr, denn eine Umverteilung von Arbeitswerten (zur Berechnung von Produktionspreise in der „Vorwärtsbewegung“) wie in den gängigen Umrechnungsmodellen setzt nach Heinrich ein prämonetäres Verständnis der Marxschen Arbeitswerttheorie voraus. Wenn aber der Wert konsequent als monetäres Phänomen – entsprechend der Wertformanalyse – gedacht wird, können Arbeitswerte nur in der Gestalt von monetären Produktionspreisen erscheinen, denn dies sind die monetären Ausdrücke der tiefer liegenden Produktionsbeziehungen (die in der Werttheorie reflektiert werden). Sämtliche Transformationsalgorithmen laufen so auf die implizite Vorstellung prämonetär existierender Wertquanten hinaus, die außerhalb ihrer Erscheinungsform (nämlich der Geldform) bereits in quantitative Wirkungszusammenhänge treten. Entsprechend verwirft Heinrich den von Bortkiewicz begonnenen Teil der Debatte aufgrund des in diesem Diskurs verwendeten prämonetären Wertbegriffs. Das Verhältnis von Werten zu Preisen wird bei Heinrich also erkenntnistheoretisch interpretiert als „begriffliches Entwicklungsverhältnis“, welches „den Formgehalt des Austausches zwischen Kapital und Arbeit ausdrückt.“[7]
4. Es wurden unter prinzipieller Anerkennung der Problematik und des „nicht zu Ende geführten“ marxschen Verfahrens bessere Lösungsvorschläge erarbeitet, die anders als die neoricardianische Methode die AWT stützen. Besonders die New solution of the transformation problem der Autoren Dumenil, Foley und Lipietz, rezipiert und diskutiert v. a. im angloamerikanischen Raum, hat hier ein Zeichen gesetzt. Im Rahmen der New Solution wird die Transformation auf das Nettoprodukt beschränkt und der Wert der Arbeitskraft nicht mehr als Reallohn, sondern als Geldlohn interpretiert. Somit wird der Wert der Ware Arbeitskraft nicht durch ein gegebenes Konsumgüterbündel bestimmt, sondern als Geldlohneinkommen, das einen allgemeinen Anspruch auf einen Teil des Gesamtoutputs repräsentiert. Der Anteil der Löhne am Volkseinkommen wird daher per Annahme im Wertsystem und im Preissystem gleichgesetzt. Interessanterweise wurde diese Lösung bereits in den sechziger Jahren von Joan Robinson antizipiert, blieb aber weitgehend unbemerkt.
5. Die beiden israelischen Mathematiker Emmanuel Farjoun und Moshe Machover umgehen das Transformationsproblem in seiner „klassischen“ Gestalt unter Beibehaltung der AWT, indem sie das Konstrukt einer allgemeinen Profitrate ablehnen und als Alternative mit einem stochastischen Ansatz arbeiten. Farjoun und Machover weisen darauf hin, dass die kapitalistische Konkurrenz Mechanismen hervorbringt, die sowohl in die Richtung einer Durchschnittsprofitrate drängen, als auch die „Gegenbewegungen“ zur Zerstörung der allgemeinen Profitrate beinhalten. Es sei deshalb realistischer, davon auszugehen, dass ein „Profitratenspektrum“ existiert, das wahrscheinlichkeitstheoretisch zu erfassen wäre (bei Farjoun/Machover mittels einer Kurve der Gammaverteilung) und nicht deterministisch über lineare Algebra. Dabei ist das Schwankungszentrum der von Farjoun und Machover ermittelten Warenpreise ganz nah an den reinen Arbeitswerten des ersten Bandes des Kapital. Eine Reihe empirischer Untersuchungen stützen diese Auffassung[8] und auch Fritz Helmedag hat in seiner Studie „Warenproduktion mittels Arbeit“ auf die Konsistenz und Leistungsfähigkeit der „reinen“ AWT hingewiesen, wobei Helmedag keinen probabilistischen Ansatz vertritt. Farjouns und Machovers Studie hat in der angloamerikanischen Literatur ein weit größeres Echo hervorgerufen als im deutschsprachigen Raum, wo ihr Ansatz nahezu unbekannt blieb (ihr Hauptwerk „Laws of Chaos, A Probabilistic Approach to Political Economy“ ist nie übersetzt worden ins Deutsche)[9][10]
6. Ein in neuerer Zeit, z. B. von Andrew Kliman (2007) oder Alan Freeman (1996) vertretener Ansatz aus dem angloamerikanischen Raum stellt die „Temporal Single System Interpretation“ (TSSI) des Transformationsproblems dar. Dieser Ansatz verwirft generell die Auffassung, dass lineare Gleichungssysteme ein adäquates methodisches Verfahren für eine sinnvolle Darstellung des Verhältnisses von Werten zu Preisen liefern. Im Gegensatz dazu interpretieren diese Autoren die AWT erstens nicht „simultanistisch“, also Inputs und Outputs des Produktionsprozesses zeitgleich berechnend, sondern „temporal“. Der Reproduktionsprozess des Kapitals wird hier kausal-zeitförmig verstanden, womit wiederum die Voraussetzung, dass Input- und Outputpreise identisch sein müssen, entfällt. Zweitens verweist der Begriff „Single System“ darauf, dass diese Autoren Wert- und Preisebene nicht als zwei streng getrennte Funktionsbereiche verstehen („dualistische Interpretation“), sondern als untrennbar miteinander verbunden. Hierbei werden die Werte der Input-Waren als monetäre Bewertungen an einem bestimmten kausalen Punkt der Verwertungsbewegung des Kapitals verstanden, wobei diese Bewertung nicht dualistisch erfolgt. Die Werte der Inputs sind als monetäre Größen de facto Preisgrößen, denn Inputs sind durch geldförmige Investitionen fest fixierte und im Verlauf der weiteren Verwertungsbewegung nicht mehr quantitativ neu bewertete Preise für erworbene Produktionsmittel. Hier schließt die TSSI also an die New Solution an, wobei in der New Solution nur die Geldlöhne monetär interpretiert werden, mit der Folge, dass in diesem Modell offenbar Produktionsmittel dem Naturaltauschmodus unterliegen und Löhne mit Geld bezahlt werden. Die TSSI dagegen versteht konstantes und variables Kapital monetär, als jeweils in Geld bezahlte (und damit im weiteren Verwertungsprozeß quantitativ invariante) Investitionsgrößen. Outputpreise können in der TSSI keine simultane Rückwirkungen auf Inputpreise einer bereits abgeschlossenen Produktionsperiode haben, sondern erst in der nächsten (kausal-zeitlich folgenden) Verwertungsbewegung Inputpreise determinieren. Bei kausal-zeitförmiger Interpretation des Marxschen Transformationsverfahrens lösen sich die klassischen, seit Bortkiewicz diskutierten Probleme folglich nach Ansicht dieser Autoren auf. Entsprechend verweisen sie auf Bortkiewicz’ enge Verbindung zur Allgemeinen Gleichgewichtstheorie der Neoklassik und widmen der Kritik dieser neoklassischen Marxinterpretation viel Raum.
7. Auch für Ernest Mandel,[11] Hans-Peter Büttner[12] und Klaus Müller[13] existiert ein Transformationsproblem der Umrechnung von Werten in Produktionspreise nur deshalb, weil mit Simultanverfahren mathematische Methoden angewandt würden, die den kausal-zeitlichen Zusammenhang der Produktion und Wertschöpfung nicht erfassen. Dass die Transformation der Werte in Produktionspreise und die der sektoralen Profitraten in eine allgemeine Durchschnittsprofitrate – vgl. Marx’ Ausgleich der Profitraten zur allgemeinen Durchschnittsprofitrate – empirisch nicht nachgewiesen werden können (Farjoun, Machover, Fröhlich), liege daran, dass es sich um ein Ausgleichsmodell handelt, das auf zahlreichen Prämissen beruhe, von denen die meisten in der Realität nicht erfüllt seien.[14] Daher ist die Transformation nur eine „plausible Tendenz“, die allgemeine Profitrate und der Produktionspreis „bewegliche, unerreichbare Ziele“ (Georg Quaas).[15]